# Marcus Svensson (sportskytt)
Erik Marcus Svensson, född 22 mars 1990 i Härslöv, är en svensk sportskytt som tävlar i disciplinen skeet.
Vid olympiska sommarspelen 2012 i London slutade han på en sjunde plats i herrarnas skeet. Fyra år senare, vid olympiska sommarspelen 2016 i Rio de Janeiro, tog han sig till final och vann en silvermedalj efter italienaren Gabriele Rossetti.